# CA Bohemios
Club Atlético Bohemios är en idrottsförening från Montevideo, Uruguay grundad 1932. Den har tävlingslag i basket (sedan 1934) och volleyboll (sedan 1938). I bägge sporterna har klubben blivit nationell mästare.